# Валя-М'єйлор
Валя-М'єйлор (рум. Valea Mieilor) — село у повіті Прахова в Румунії. Адміністративно підпорядковане місту Урлаць.
Село розташоване на відстані 59 км на північ від Бухареста, 15 км на схід від Плоєшті, 90 км на південний схід від Брашова.

## Населення
За даними перепису населення 2002 року у селі проживали 124 особи, усі — румуни. Усі жителі села рідною мовою назвали румунську.